# Desert City Soundtrack/Settlefish/Sounds Like Violence
Desert City Soundtrack/Settlefish/Sounds Like Violence är en split-EP med banden Desert City Soundtrack, Settlefish och Sounds Like Violence, utgiven 2004 på Deep Elm Records.

## Låtlista
1. Sounds Like Violence – "I Push You Up the Stairs" - 4:02
2. Settlefish – "Curse Loosely" - 2:53
3. Desert City Soundtrack – "Send Your Soldiers to Do the Killing" - 3:10
4. Settlefish – "Who Placed the Dots on Dyslexia?" - 2:01
5. Desert City Soundtrack – "January's Loss" - 5:31
6. Settlefish – "Glass Party" - 4:16

### Fotnoter
1. ↑  ”Split EP”. Discogs.com. http://www.discogs.com/Desert-City-Soundtrack--Settlefish--Sounds-Like-Violence-Desert-City-Soundtrack-Settlefish-Sounds-Li/release/687868. Läst 2 februari 2012.